# Književnost u 1869.
◄◄ | ◄ | 1866. | 1867. | 1868. | 1869.  | 1870. | 1871. | 1872. | ► | ►►
Arhitektura • Astronomija • Biologija • Fotografija • Glazba • Kazalište • Kemija • Kiparstvo • Knjige • Književnost • Kršćanstvo • Meteorologija • Medicina • Planinarstvo • Politika • Pravo • Promet • Slikarstvo • Šport • Znanost • Željeznički promet
Književnost u 1869.

## Svijet

### Književna djela
- Sentimentalni odgoj Gustava Flauberta
- Torquemada Victora Hugoa
- Rat i mir Lava Nikolajeviča Tolstoja

### Rođenja
- 22. studenog – André Gide, francuski književnik († 1951.)

## Vanjske poveznice
|  | Zajednički poslužitelj ima još gradiva o temi Književnost u 1869. |